# Hügelland

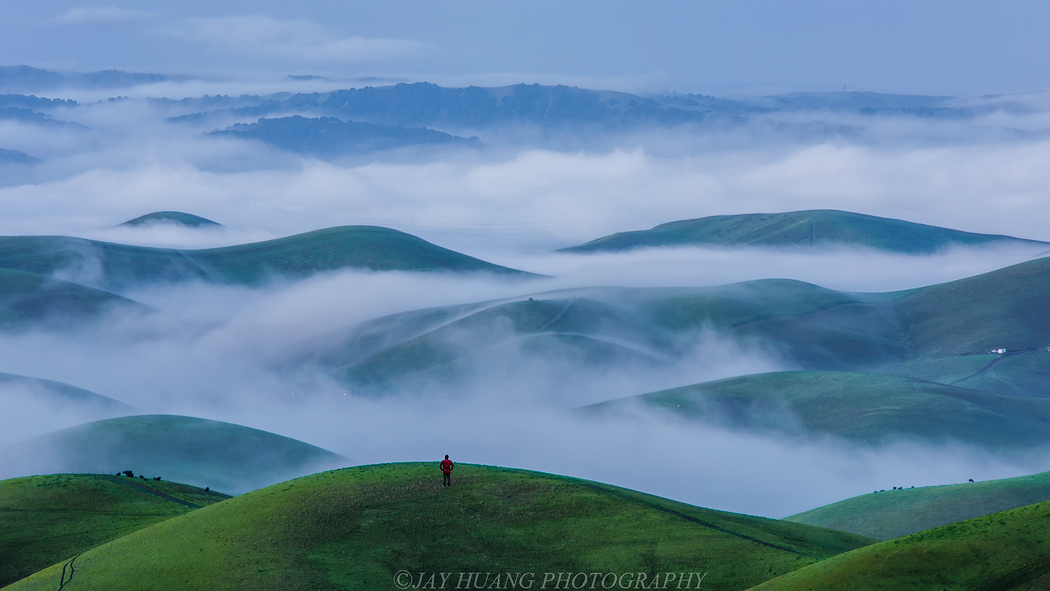
Hügellandschaft im Nebel (Kalifornien)

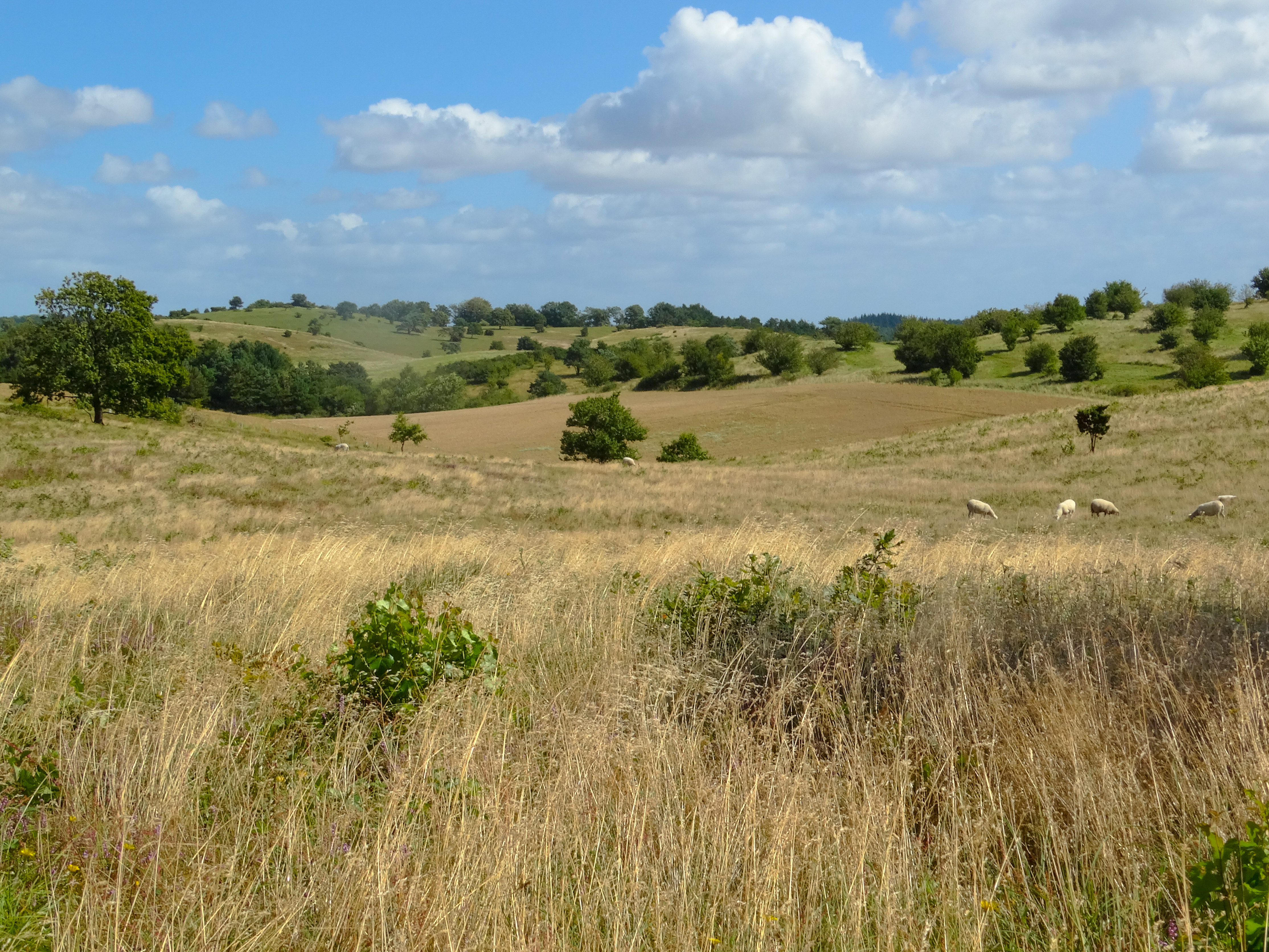
Sanftwellige Hügellandschaft im Nationalpark Mols Bjerge in Dänemark

Als Hügelland wird eine Landform beziehungsweise eine Landschaft bezeichnet, die sich mit einem flachwelligen bis hügeligen, wenig strukturiertem Relief über das Umland erhebt und damit zwischen jenem von Flachland und jenem von Mittelgebirgen vermittelt. Die Abgrenzung vom Bergland – den niedrigen Mittelgebirgen – gelingt vor allem über die zufällige Verteilung der Hügel, da echte Mittelgebirge zumeist alte Faltengebirge sind, in deren Struktur noch die früheren Faltungslinien erkennbar sind.
Es gibt keine allgemeingültige Definition für Hügelland und häufig wird der Begriff in der Geographie gar nicht verwendet; die Nutzung und Festlegung ist daher vom jeweiligen Autor abhängig. Vielfach wird ein relativer Höhenunterschied bis höchstens 200 m zwischen Gipfel und Umland vorausgesetzt.
Ein Bezug zur absoluten Meereshöhe wird nur dann hergestellt, wenn ein Autor ausschließlich das Hügelland in der Ebene meint. In diesem Fall werden zumeist 50 bis 200 Höhe über dem Meeresspiegel angegeben. Für EDV-gestützte Reliefmodelle wird häufig eine Kombination aus relativer und absoluter Höhe verwendet: Da die englischsprachige Bezeichnung Hill eher niedrigen Mittelgebirgen entspricht als Hügeln, ist das Hügelland etwa bei Meybeck et al. der Klasse „Lowlands & platforms“ (Tief- & Tafelland) mit 0–200 m Meereshöhe und 5–20 m/km Höhenunterschied (entspricht wiederum etwa 50 bis 200 m im Bezug zum Umland) zuzuordnen.
Darüber hinaus können Hügellandschaften in jeder Höhe vorkommen; so ist etwa das tibetische Hochplateau im Bezirk Yushu ein hügeliges Terrain auf über 4000 m Meereshöhe. Auch viele hügelige Vorberge großer Gebirge liegen häufig bereits sehr hoch, so etwa das Voralpenland um 1000 m oder die „Foothills“ (Fußhügel) im Rocky-Mountain-Nationalpark auf 2500 m.
In Zusammenhang mit den Höhenstufen eines Gebirges entspricht die Hügellandstufe am Gebirgsfuß der klassischen kollinen Höhenstufe der Ökologie, Biogeographie und Geobotanik. Häufig sind die Unterschiede der Vegetationsformen zum flachen Umland jedoch so gering, dass von kollin-planaren- oder planar-kollinen Höhenstufen gesprochen wird. Hügelländer der Tiefebene werden vor diesem Hintergrund nicht von der planaren Höhenstufe unterscheiden.
Die geringe Höhe der Hügel hat keinen Einfluss auf das Großklima, da die Temperaturunterschiede durch die Höhenlage nur geringfügig sind. Eine vom Umland abweichende natürliche Vegetation ist demnach azonal (Wasserhaushalt, Böden, Untergrund) bedingt. Nur bei hügeligen Vorgebirgen der kollinen Höhenstufe sind extrazonal klimabedingte Unterschiede aufgrund des angrenzenden Gebirgsklimas vorhanden.
Hügelland gehört zu den großen Landformen, die das Makrorelief der Erde bilden.

## Struktur: kleinräumig und zufällig

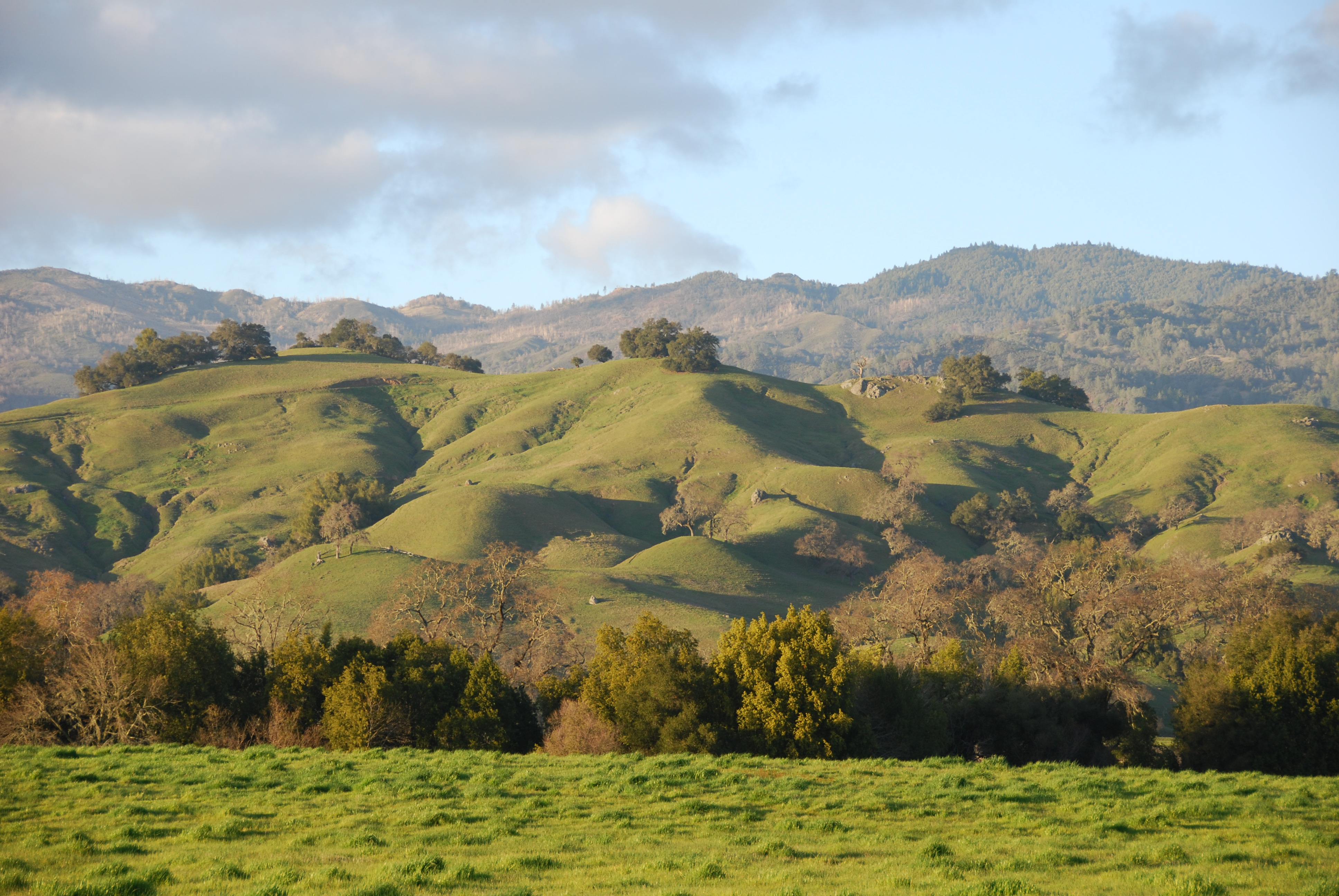
Die Struktur der „Rolling hills“ (rollende Hügel) in Australien macht sie eher zum Bergland/Mittelgebirge. Die Bezeichnung Hügel/Hill im Namen kann irreführend sein.

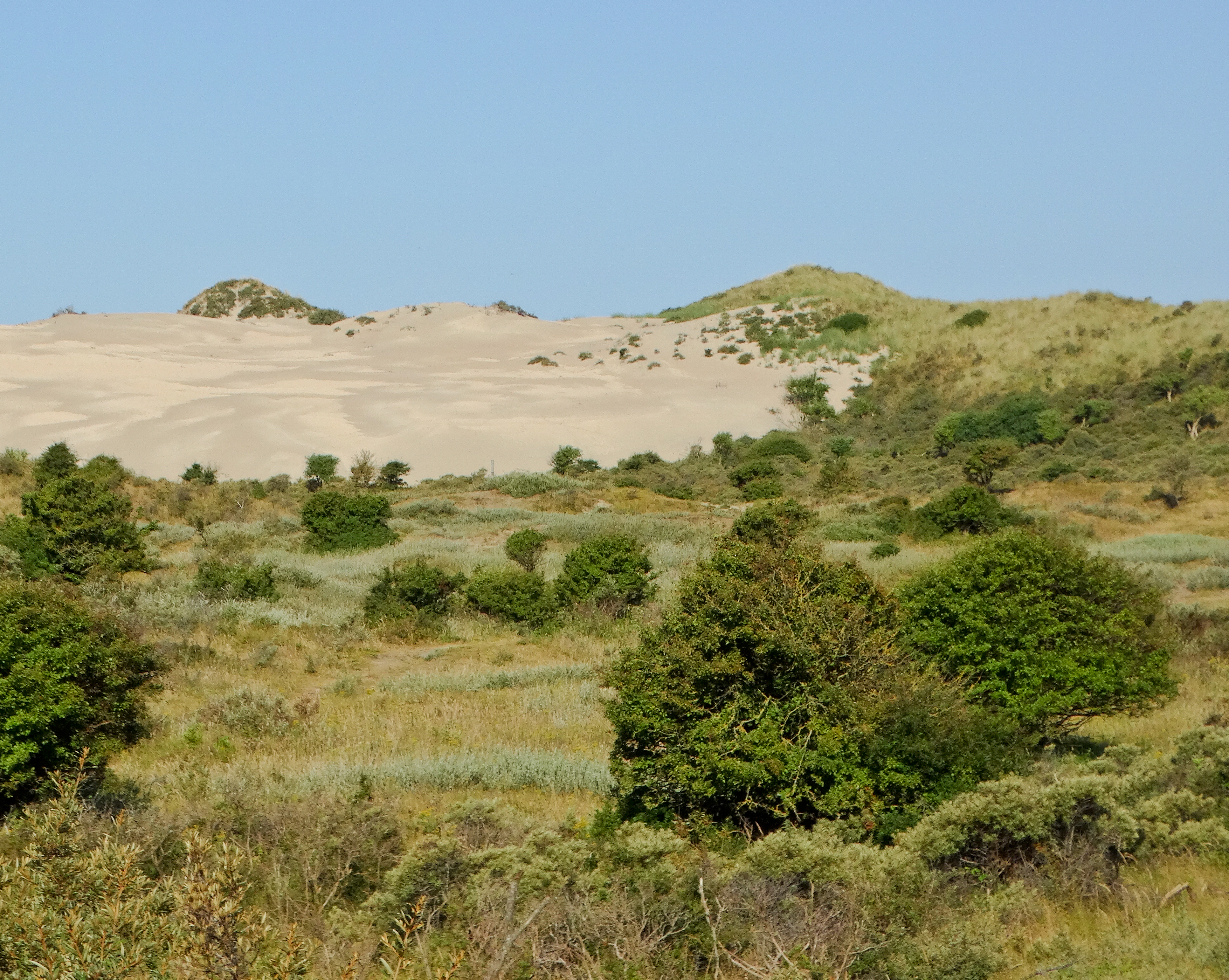
Sanddünen an den Küsten bilden häufig Hügelketten

Nach heutigem Verständnis ist die Entstehung von Gebirgen bis auf wenige Ausnahmen auf weitreichende plattentektonische Vorgänge zurückzuführen, die sich entlang von tektonischen Schwäche- oder Störungslinien auswirken. Dadurch haben Gebirge oft ein paralleles Grundmuster, dem die Wasserläufe folgen und das so durch die Erosion noch regelmäßiger werden kann. Hügellandschaften haben oft andere geologische Ursachen und sind deshalb kleinräumiger und topografisch nicht so klar gegliedert: Es handelt sich vor allem um unregelmäßige Molasse-Ablagerungen von Gebirgen, um Reste eiszeitlicher Moränen (Schuttgeschiebe durch wandernde Gletscher) oder um Pingos (Hügel mit Eiskernen in Permafrost-Gebieten). Daher finden sich in den Hügellandschaften der Ebene kaum parallele Gräben oder Wasserläufe.
Wenn sich eine Hügellandschaft von den Klima-, Grundwasser-, Gewässer- und Bodenverhältnissen für die Landwirtschaft eignet, wird ihr kleinräumiger Charakter zusätzlich verstärkt: Die vielfältigen Hanglagen bedingen unterschiedliche Verhältnisse für den Windgang (Leeseite) und die Sonneneinstrahlung, sodass im Lauf der Zeit eine bunte Abfolge von Wäldern und offenen Flächen, (Wiesen, Ackerflächen, Obstbau), entlang der Wege und Böschungen durch Hecken gegliedert, sowie Tal- und Höhensiedlungen entstehen kann. Somit finden sich viele alte Kulturlandschaften in Hügel- oder Bergland.

## Verschiedene Entstehungsprozesse
Die Entstehung von Hügeln und der dadurch geprägte Landschaftstyp hat vielfältige Ursachen – unter anderem:
- Erosion kleinerer Berge (Molasseablagerungen)
- Erdrutsche und Sackungen an labilen Hängen
- Bodenablagerungen durch Wind – z. B. in der Eiszeit (siehe Löss) – und Wasser – z. B. Dünen
- fluviatile Schotter und Erosion von Flussterrassen oder Küsten
- Gletschermoränen
- Pingos
- Lokale tektonische Prozesse (Vulkanismus oder Erdbeben)
- Aufwerfungen durch Asteroideneinschläge
- menschliche Aktivität: z. B. Abraumhalden, Deponien, Siedlungshügel, Freizeitlandschaften (Golfplätze, Tierparks, botanische Gärten u. ä.)

## Einige Landschaften mit Hügelregionen (Mitteleuropa)
- Deutschland:
  - Nördlicher Landrücken (u. a. bestehend aus Holsteinische Schweiz, Hüttener Berge, Mecklenburgische Schweiz, Feldberger Seenlandschaft, Uckermark, Barnim)
  - Südlicher Landrücken (u. a. bestehend aus Harburger Berge, Lüneburger Heide, Altmark, Fläming, Lausitzer Grenzwall)
  - Lößbörden (u. a. bestehend aus Lübbecker Lößland, Ostbraunschweigisches Hügelland)
  - Sächsisches Lössgefilde (u. a. bestehend aus Querfurter Platte, Nordsächsisches Platten- und Hügelland, Erzgebirgsbecken, Oberlausitzer Gefilde)
  - Thüringer Becken (u. a. mit Nordthüringer Hügelland)
  - Münsterland (u. a. mit Baumberge, Beckumer Berge, Ostmünsterland)
  - Rheinhessen (u. a. mit Alzeyer Hügelland)
  - Kraichgau
  - Oberschwaben
  - Mittelfranken (u. a. mit Spalter Hügelland)
  - teilweise Oberfranken: Münchberger Hochfläche, Haßlacherbergkette
  - teilweise Alpenvorland: Unterbayerisches Hügelland
- Frankreich:
  - Sundgauer Hügelland
- Italien:
  - Piemont: Langhe
  - Apulien: Murge
- Österreich:
  - Oberösterreich: Innviertel, Hausruckviertel
  - Niederösterreich: Weinviertel, Industrieviertel (Wienerwaldsee, Bucklige Welt), teilweise Mostviertel
  - südliches Burgenland
  - Steiermark: Oststeirisches Hügelland
  - Kärnten: Klagenfurter Becken
- Polen:
  - Nördlicher Landrücken (u. a. mit Pommersche Seenplatte, Seesker Höhen)
  - Niederschlesien
  - Lodz
- Schweiz:
  - Schweizer Mittelland, Napf
- Slowenien:
  - Bizeljske gorice, Brkini-Hügelland, Cerkljansko hribovje, Goričko, Goriška brda, Haloze, Hügelland von Idrija, Polhograjsko hribovje, Slovenske gorice, Vipavska brda
- Ungarn, Rumänien, Serbien
  - Raabtal, Balaton-Süd; Budaer Berge, Zemplín
  - Slawonien, Batschka, Banat, Siebenbürgen, Dobrudscha

Beispielhaft für eine Hügellandschaft außerhalb Europas sei Ruanda in Afrika genannt, dessen Charakter in seinem französischen Beinamen „Pays de Mille Collines“ (dt. „Land der Tausend Hügel“) wörtlich zum Ausdruck kommt.